# Stowarzyszenie Marksistów Polskich
Stowarzyszenie Marksistów Polskich, SMP – polska organizacja naukowa zrzeszająca osoby o poglądach marksistowskich. Powstała w 1990 w Warszawie z inicjatywy Jarosława Ładosza. Jej celem jest rozwijanie i popularyzowanie myśli marksistowskiej oraz wspieranie badań naukowych w tym nurcie.

## Historia
SMP zostało utworzone w okresie transformacji ustrojowej, w czasie ograniczania obecności marksizmu w instytucjach akademickich i badawczych. Komitet Założycielski, w skład którego weszło 19 osób, Jarosław Ładosz, Seweryn Żurawicki i Zygmunt Najdowski, opracował statut organizacji i doprowadził do jej rejestracji w Sądzie Okręgowym w Warszawie.
Ponadto, wśród członków-założycieli znaleźli się: Zbigniew Augustyński, Konrad Bajan, Anna Flieger, Marian Flieger, Mirosław Karwat, Stanisław Kociołek, Krzysztof Kostyrko, Stanisław Kubiak, Włodzimierz Lebiedziński, Włodzimierz Luty, Włodzimierz Milanowski, Wiesław Mysłek, Stefan Owczarz, Bolesław Przywara, Jacek Rąb, Jacek Tittenbrun.
Stowarzyszenie deklaruje niezależność od partii i ugrupowań politycznych, a także pluralizm ideowy. Skupia członków reprezentujących różne nurty tradycji marksistowskiej. Do głównych form działalności SMP należą organizacja konferencji naukowych, debat oraz publikacja materiałów związanych z teorią marksistowską. Celem organizacji jest także wspieranie badaczy i publicystów marksistowskich oraz przeciwdziałanie ich marginalizacji w życiu akademickim i publicznym.
SMP działa na zasadzie pracy społecznej członków i sympatyków. Finansowanie organizacji opiera się wyłącznie na składkach członkowskich oraz darowiznach.
Z czasem działalność SMP przygasła, ale 6 stycznia 2016 zwołano nadzwyczajne zgromadzenie członków, na którym zadecydowano o przeorganizowaniu dotychczasowej struktury. Wśród zaangażowanych znalazły się osoby związane z Polskim Towarzystwem Hegla i Marksa. Wtedy też na prezesa organizacji powołano Jerzego Kochana.

## Działalność
Zgodnie z § 8 statutu, celem Stowarzyszenia Marksistów Polskich jest:
1. Inicjowanie i wspieranie badań naukowych opartych na metodzie marksistowskiej oraz propagowanie ich wyników.
2. Popularyzacja dorobku myśli marksistowskiej – zarówno krajowej, jak i światowej – oraz pielęgnowanie jej obecności w kulturze i oświacie.
3. Nawiązywanie współpracy z marksistowskimi ośrodkami badawczymi i badaczami za granicą.
4. Wspieranie rozwoju młodych kadr naukowych związanych z marksizmem.
5. Przeciwstawianie się wulgaryzacji i fałszowaniu marksizmu oraz obrona wolności badań i naukowego charakteru tej tradycji.
6. Organizowanie wzajemnego wsparcia dla badaczy i publicystów marksistowskich oraz przeciwdziałanie ich dyskryminacji w życiu akademickim, kulturalnym, wydawniczym i politycznym[5].

W ramach SMP działa Centrum Badań i Studiów Marksistowskich (CBSM), które zajmuje się m.in.: organizację spotkań samokształceniowych i dyskusyjnych, prowadzenie Grup Roboczych zajmujących się wybranymi zagadnieniami teorii marksistowskiej, przygotowywanie publikacji w czterech głównych kategoriach tematycznych (Klasyka Myśli Marksistowskiej, Współczesna Myśl Marksistowska, Polska Myśl Marksistowska, Varia). Centrum realizuje również projekty tematyczne, takie jak K@pitał i Hegloteka, oraz prowadzi działalność badawczą i popularyzatorską. 